# Ханьфу
Ханьфу (кит. трад. 漢服, упр. 汉服, пиньинь hànfú, южноминьский hànho̍k (ханхук), кантонский hɔn˧fʊk˨ (хонфок) — традиционный костюм ханьцев Китая. В наши дни ханьфу надевается только во время торжественных церемоний или в исторических телесериалах и фильмах. Однако в Китае и за границей есть культурные общества, которые посвящают свои силы возрождению ханьфу, это явление называется «ханьфу фусин» (кит. 漢服復興).

## История
Говорят, что жена Хуан-ди императрица Лэйчжу впервые придумала ханьфу, и что у ханьфу четырёхтысячелетняя история. Во время династии Шан ханьфу приобрело свой классический вид: узкоманжетная, длинная до колен верхняя одежда называется «И»(кит.тр.:衣) и узкая, длинная до пят юбка называется «чан» (кит. 裳).
После династии Шан, во время династии Чжоу установился строгий иерархический порядок, и одежда стала показателем социального статуса: люди различались по ширине рукава、длине юбки и украшению.
В следующие двадцать веков ханьфу являлся национальным костюмом китайского народа. Но триста лет назад повелитель маньчжурского правительства запретил ханьцам надевать ханьфу, а также стали насильно брить им волосы. После этого в Китае почти исчез ханьфу, только даосские монахи носили «даопао» (один из стилей ханьфу).
В 1911 году в результате Синьхайской революции цинская монархия была низвергнута. Руководители революции не стали возвращать древнюю традицию, и с тех пор в Китае стали одеваться по-европейски.
После проведения политики реформ и открытости, некоторые стали возрождать традиции ношения ханьфу. Большей частью это были молодые люди, которые интересовались культурой своего народа.

## Стиль
Общие характеристики ханьфу: перекрёстный воротник (交領) и правый отворот (右衽, запахивать полу одежды направо).

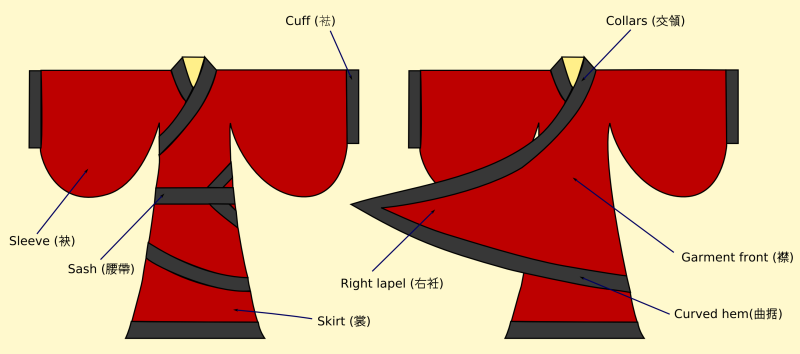
Шэньи (深衣), популярный во времена династии Хань. Это женский цюйцзюй (曲裾).

### Сортировка
- 衣 (и) — нательное бельё или общее название.
- 袍 (пао) — халат (Только мужской)
- 襦 (жу) — короткая куртка, обычно надевается с чаном (обычно женская)
- 衫 (шань) — верхняя одежда
- 裙 (цюнь)/裳 (чан) — цюнь — платье для женщины, чан — юбка для мужчины
- 褲 (ку) — штаны
- 飾物 (украшение) — вещь, вешающаяся на пояс
- 冠巾 (гуань цзинь) — шапка или головной убор

Один из мужских стилей шэньи (深衣), который называется чжицюй (直裾)

- 履 (Люй) — лёгкая матерчатая обувь

### Неформальные костюмы
- 深衣 (шэньи) — длинный халат
  - 曲裾 (цюйцзюй) — диагонально-упаковочный[неизвестный термин] халат
  - 直裾 (чжицюй) — прямо-упаковочный[неизвестный термин] халат
- 中衣 (чжунъи)/中單 (чжундань) — нательное бельё из хлопчатника или шёлка
- 衫裙 (шанцюнь) — открытая длинная до поясницы куртка с юбкой (сугубо женская)
- 襦裙 (жуцюнь) — короткая куртка с длиной юбкой
- 褲褶 (кучжэ) — костюм для верховой езды
- 直裰/直身 (чжидо/чжишэнь) — стиль халата династии Мин, похож на Чжицюй, но с разрезом в боках и скреплённые рукава
- 短打 (дуаньда) — Обычная одежда для простых людей, узкие рукава

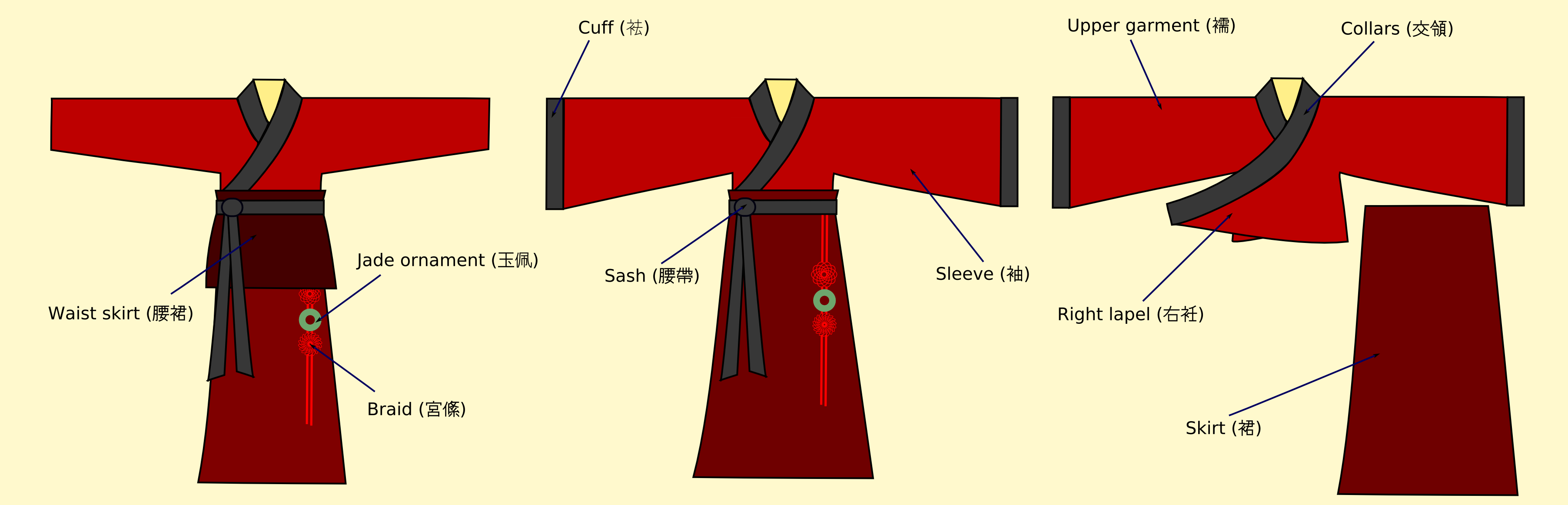
Жуцюнь (襦裙), женская одежда

### Полуофициальные костюмы
Когда принимают гостей или участвуют в каком-то культурном собрании, люди обычно надевают такие костюмы. Они красивы и дороги, шьются обычно из шёлка или дамаста, часто включают биси (кит. 蔽膝, похож на фартук) и чжаошан (кит. 罩衫、褙子, халат в виде плаща), на голове специфический гуань (кит. 冠).

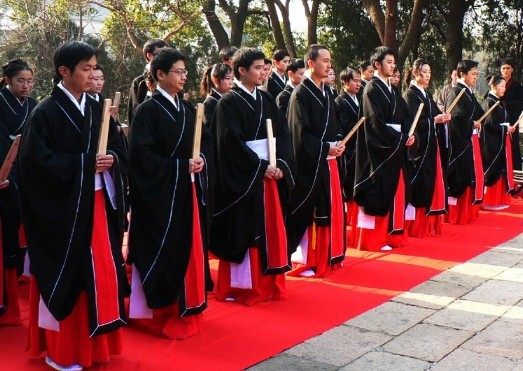
Люди в сюаньдуань на конфуцианской церемонии

### Присутственные костюмы
Присутственные костюмы надевают чиновники-монахи при совершении жертвенных обрядов и т. д.
Самые известные виды:
- 玄端 (сюаньдуань) — чёрная ритуальная одежда
- 道袍/袈裟 (даопао/цзяша) — даосское одеяние и кашья (монашеская ряса из разноцветных лоскутов)
- 圓領衫/襴衫/盤領袍 (юаньлиншань/ланьшань/паньлиньшань) — риза императора и чиновника

Сюаньдуань — самый торжественный костюм в Китае, который состоит из двух частей — чёрная или тёмно-синяя куртка (обычно с кантом) и красная юбка (裳, чан), пояс обычно белый и обязательно с биси (蔽膝), в руках часто с длинным скипетром (圭, нефритовая дощечка с закруглённым концом, регалия владетельного князя) или деревянный ху (笏, длинная узкая полоса из дерева, бамбука, слоновой кости или нефрита у чиновников на царских аудиенциях).

### Парадная одежда для приёмов при дворе
Парадная одежда надевалась только во дворце, когда чиновники получали аудиенцию или на очень торжественных церемониях, отличается в зависимости от положения носящего.
Разные парадные костюмы:
| Название | Иероглифы | Дефиниция                             |
| -------- | --------- | ------------------------------------- |
| Чаофу    | 朝服      | для чиновников и дворян               |
| Цзифу    | 祭服      | для жертвенных обрядов                |
| Гонфу    | 公服      | Рабочая одежда чиновников(формальная) |
| Чанфу    | 常服      | Рабочая одежда чиновников(ежедневная) |
| Мяньфу   | 冕服      | для обряда интронизации императора    |

В наши дни эти костюмы видны только в фильмах и телесериалах.

## Галерея

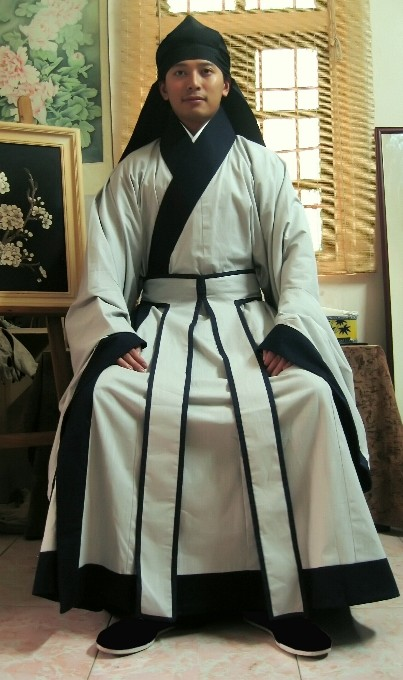
Мужчина в шэньи
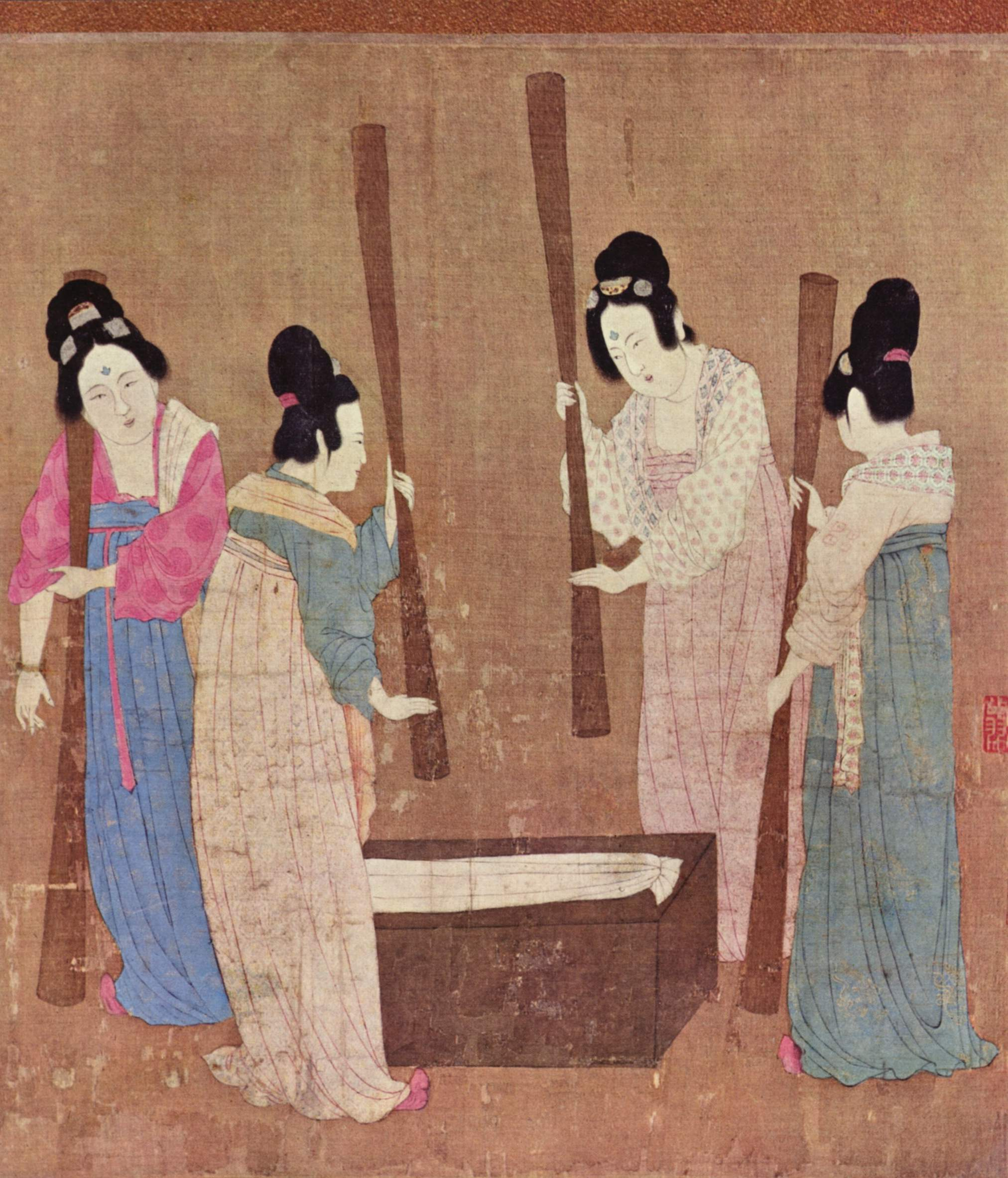
Женщины в жуцюнь
Юаньлиншань (Император Гаоцзу династии Тан)
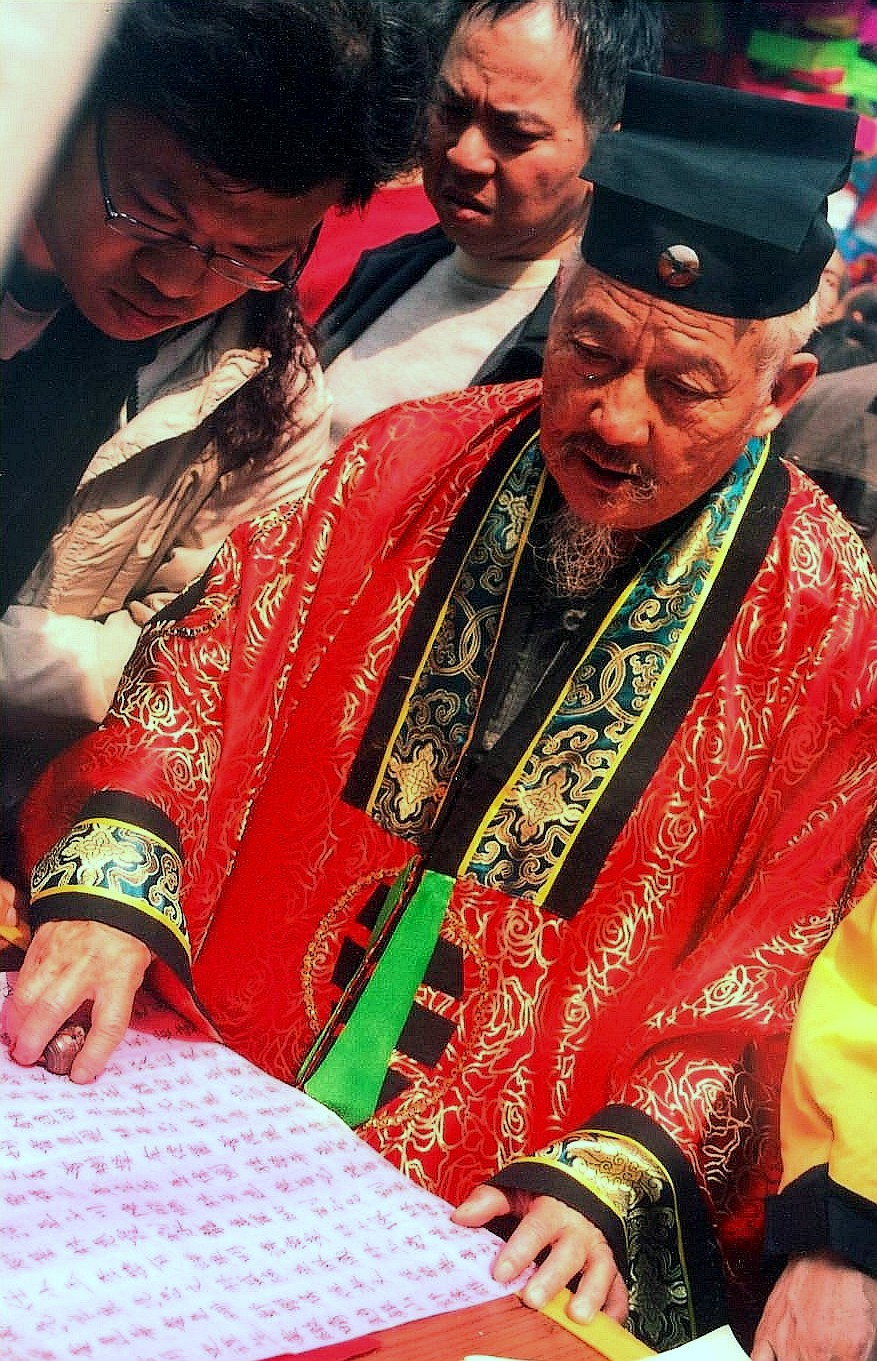
Даос в Даопао
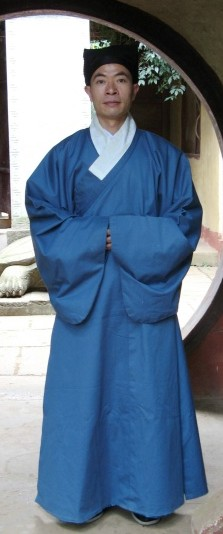
Чжидо стиля династии Мин
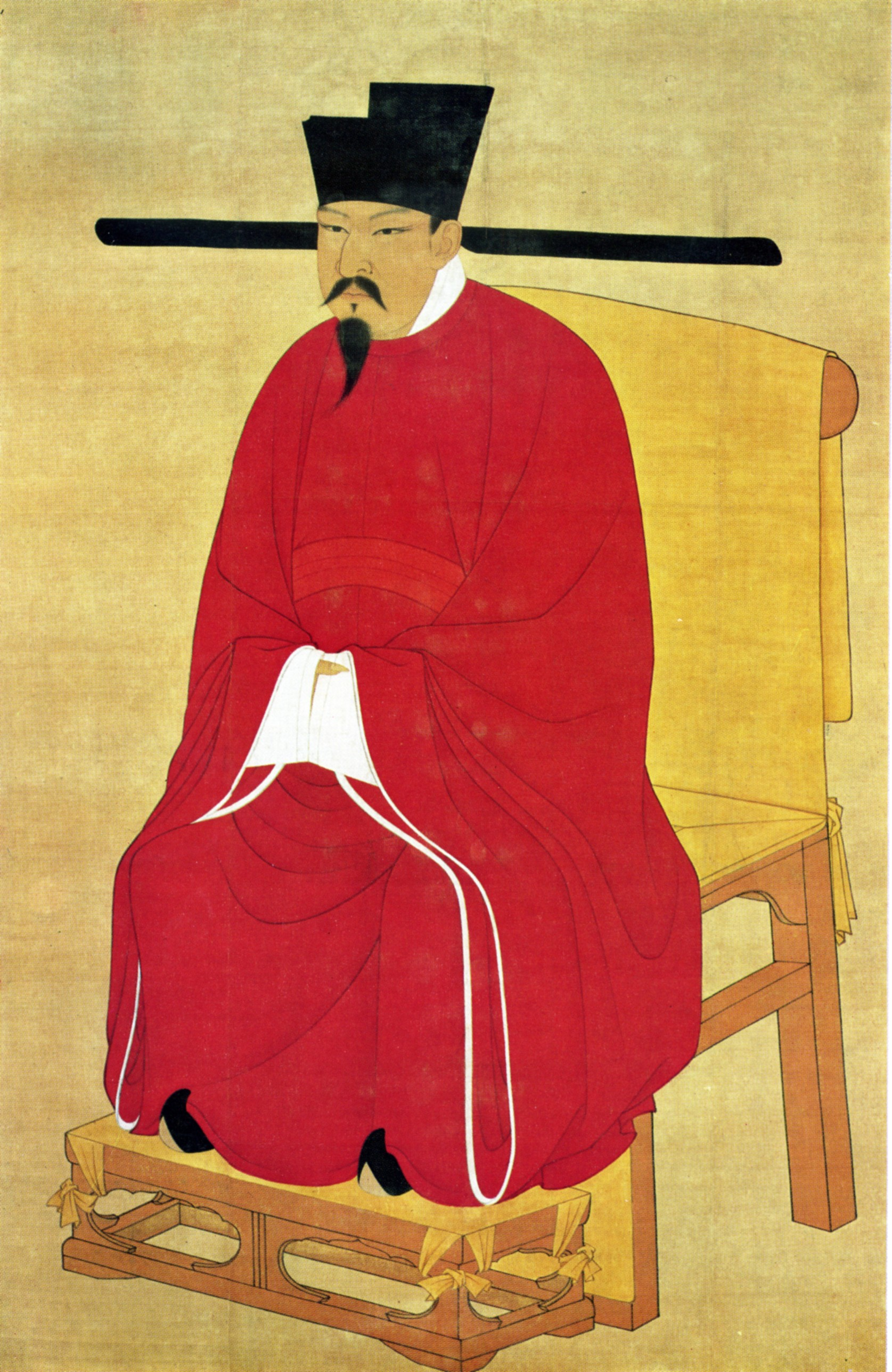
Император Шэньцзун династии Сун
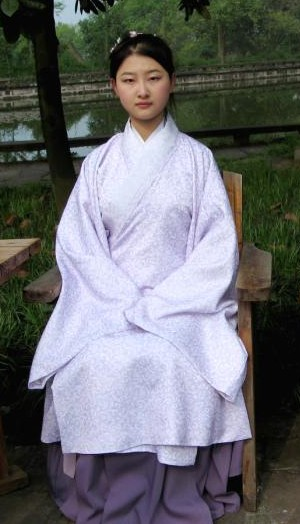
Чанъао (長襖)
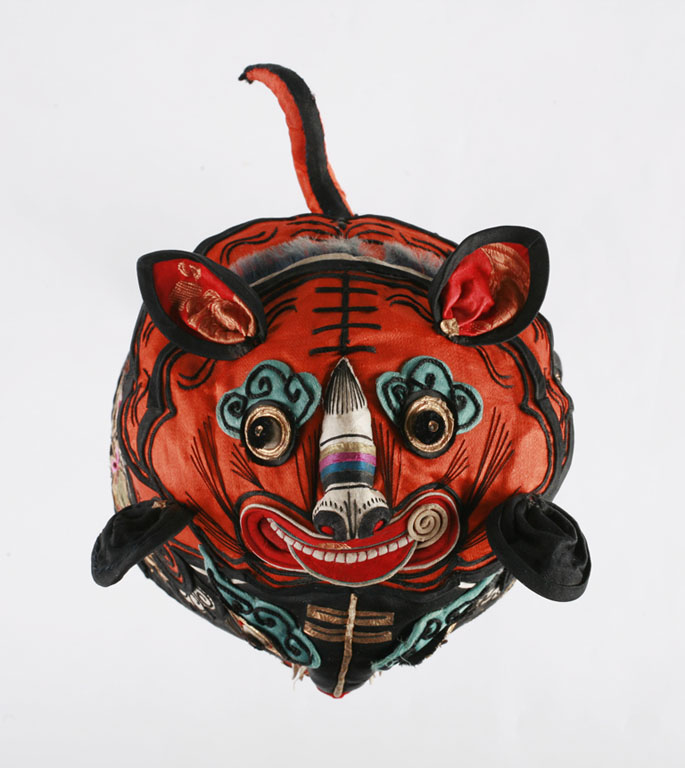
Вышитая шляпа младенца с двойным тигром
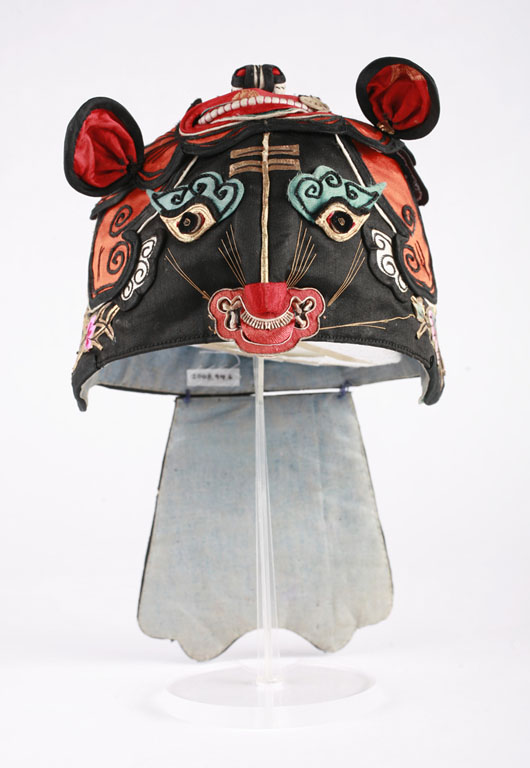
Фронт шляпы Хань детского костюма